# 皮埃尔·容凯尔·多里奥拉
皮埃尔·容凯尔·多里奥拉（法語：Pierre Jonquères d'Oriola，1920年2月1日—2011年7月19日），法国男子马术运动员。他曾代表法国参加1952年、1956年、1960年、1964年和1968年夏季奥林匹克运动会马术比赛，获得一枚金牌。